# Byasa
Byasa es un género de mariposas de la familia Papilionidae.

## Descripción
Especie tipo por designación original Papilio philoxenus Gray, J, 1831.

## Diversidad
Existen 15 especies reconocidas en el género.

## Taxonomía y Sistemática
El género Byasa está incluido en la tribu Troidini de la subfamilia Papilioninae. Según un análisis filogenético reciente basado en dos genes mitocondriales y uno nuclear, Byasa estaría más cercanamente relacionado con los géneros Ornithoptera, Troides y Losaria.

## Especies
- B. adamsoni
- B. alcinous
- B. crassipes
- B. daemonius
- B. dasarada
- B. hedistus
- B. impediens
- B. laos
- B. latreillei
- B. mencius
- B. nevilli
- B. plutonius
- B. polla
- B. polyeuctes
- B. rhadinus